# Pierre Van Halteren
Pierre-Eugène Van Halteren, né à Bruxelles le 24 février 1911, décédé le 23 septembre 2009, ingénieur et notaire, est un homme politique libéral belge, bourgmestre de Bruxelles de 1975 à 1983.

## Sa famille
Il appartient à une famille qui a des racines profondes dans le passé bruxellois et qui descend des Lignages de Bruxelles. (Roodenbeke, Sleeuws, t'Serhuygs et Sweerts).
Il compte également parmi ses ascendants directs le Doyen François Anneessens, héros bruxellois décapité en 1719.

## Sa formation
En 1929, il entre à l’ULB pour faire le droit. La même année, il devient Commissaire adjoint aux Louveteaux (le commissaire étant Gaston Haelbrecht). L’année suivante, il est instructeur au premier camp de formation pour chefs, organisé par le DCC Picalausa.
Docteur en droit issu de l'ULB il est nommé notaire en 1936 et devient président de la Chambre des notaires.
Durant la Seconde Guerre mondiale, il est enrôlé par son ami Pierre Hauman dans le réseau de renseignements Tégal, qui est démantelé fin 1943.
Président de l'Association des Boys-Scouts de Belgique, directeur de l'École de voile pour les jeunes officiers de cavalerie de réserve, il dirige le centre nautique des Glénans en Bretagne, école de voile célèbre, créée en 1947 par Hélène et Philippe Viannay, résistants français, autour de l'archipel des Glénans en Bretagne sud. Les Glénans avaient alors été fondés en faveur des anciens résistants.
Pierre van Halteren est également désigné en 1944 en qualité de haut commissaire adjoint à la défense de la population civile du Luxembourg.

## Carrière politique
Devenu membre de la Commission d'Assistance Publique de Bruxelles, il entre en 1961 au Conseil communal de Bruxelles et devient successivement échevin de l'Assistance publique et, en 1970, échevin de l'Instruction publique, des Beaux-Arts et des Œuvres sociales.
Il est nommé, par Arrêté Royal du 30 août 1975, treizième bourgmestre de Bruxelles-ville, il succède à Lucien Cooremans.
La fin de son mayorat à Bruxelles a été marquée par des interdictions contestées de concerts rock gratuits en plein air, notamment au Théâtre de Verdure du Heysel.